# Шпак даурський

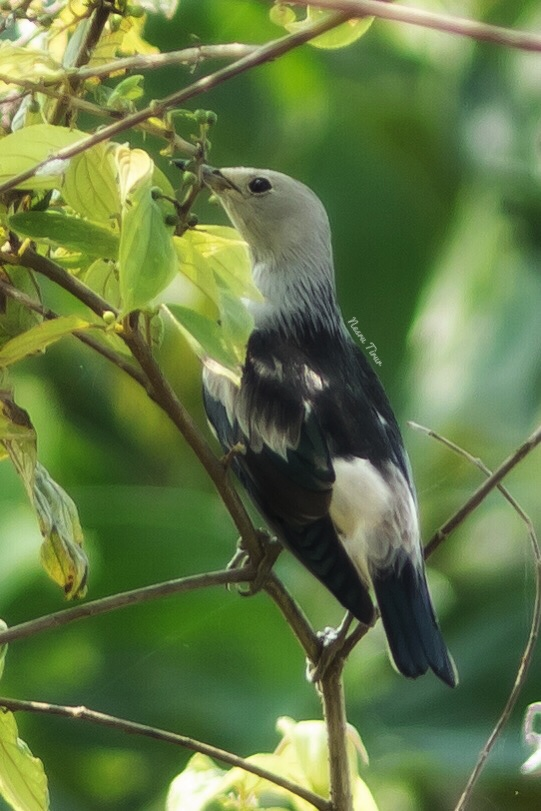
Даурський шпак

Шпак даурський (Agropsar sturninus) — вид горобцеподібних птахів родини шпакових (Sturnidae). Мешкає в Східній Азії.

## Поширення і екологія
Даурські шпаки гніздяться в Забайкаллі, на Далекому Сході Росії, в Манчжурії, Кореї, східній Монголії і на півночі Китаї. Зимують на Малайському півострові, на островах Ява і Суматра. Поодинокі бродячі особини траплялися в Норвегії, на Шрі-Ланці і на острові Різдва. Даурські птахи живуть в лісах і на полях помірного поясу, в садах і парках.